# Parvoscincus beyeri
Parvoscincus beyeri là một loài thằn lằn trong họ Scincidae. Loài này được Taylor mô tả khoa học đầu tiên năm 1922.